# De Dolle Brouwers
Pour les articles homonymes, voir Brouwers.
De Dolle Brouwers (en français Les Brasseurs Fous) est une brasserie située à Esen (Dixmude) en Belgique dans la province de Flandre-Occidentale.

## Bières
- Oerbier, bière « phare » du groupe, titrant 9 % d'alcool, celle qui fut à l'origine de la renaissance de la brasserie des « Brasseurs Fous » en 1980.
- Arabier, bière blonde, titrant 8 % d'alcool. ;
- Boskeun ;
- Dulle Teve ;
- Stout ;
- Stille nacht, (littéralement « nuit paisible » ou « silencieuse » en néerlandais), bière brune saisonnière produite au moment de Noël. Elle titre 12 % d'alcool. Son nom s'inspire d'un noël composé en 1818 par Joseph Mohr (en français : « Douce nuit »). Cette chanson est chantée traditionnellement pendant la veillée de Noël (24 décembre). C'est une bière d'une densité exceptionnelle (27°PI), bouillie de longues heures, avec ajout de sucre candi blanc.